# Antxon Aguirre Sorondo
Antxon Aguirre Sorondo (San Sebastián, 4 de marzo de 1946 - San Sebastián, 30 de enero de 2014) fue un historiador, antropólogo, etnógrafo y divulgador español, autor de más de una veintena de libros, además de coautor en varias obras colectivas y decenas de artículos en revistas especializadas, fundamentalmente sobre la historia y cultura del País Vasco.

## Biografía
Aunque ingeniero industrial de profesión, su vinculación al estudio de la historia y las tradiciones populares en la zona vasco-navarra, en especial en Guipúzcoa, norte de Castilla y León, País Vasco francés y franja cantábrica, arrancan desde los años 1980, con las primeras publicaciones sobre molinería, uno de los temas que más estudió, en los Cuadernos Zainak. Fue colaborador habitual de la prensa como divulgador científico en medios como El Diario Vasco, así como en revistas especializadas, entre las que destacan los Cuadernos de Etnología y Etnografía de Navarra o la Revista Internacional de Estudios Vascos. A él se debe también la dirección de la serie televisiva, Oficios tradicionales, emitida entre 1996 y 1999 por Euskal Telebista.
Fue miembro de  la Sociedad de Ciencias Aranzadi, Sociedad de Estudios Vascos-Eusko Ikaskuntza y la Real Sociedad Bascongada de Amigos del País, entre otras

## Obras
Relación no exhaustiva de obra publicada:
| - Aguirre Sorondo, Antxon (2004). Legorreta: la vida en un meandro. Ayuntamiento de Legorreta. ISBN 84-606-3550-3. - — (2004). Legorreta: bizitza ibaiaren biragune batean (en euskera). Ayuntamiento de Legorreta. ISBN 84-606-3549-X. - — (2003). Lasarte-Oria: hogei urte eta hainbat mende ; itzulpena, Mila Eizmendi (en euskera). Ayuntamiento de Lasarte-Oria. ISBN 84-923130-5-6. - — (2003). Lasarte-Oria: veinte años y varios siglos. Ayuntamiento de Lasarte-Oria. ISBN 84-923130-6-4. - — (2002). El queso:arte de pastores. San Sebastián: Ediciones Digitales Grupo Delta. ISBN 84-932451-9-4. - — (2002). Tierra y gentes: 75 temas vascos. San Sebastián: Ttarttalo. ISBN 84-8091-803-9. - — (2002). Aia, memoria de mil años. Ayuntamiento de Aia. ISBN 84-7086-394-0. - —; Aguirre Sorondo, Juan (2001). Txakoli: la vid, el vino y la vida. San Sebastián: Grupo Delta. ISBN 84-607-1776-3. - — (2001). Aia: 1.000 urteko oroimena (en euskera). Ayuntamiento de Aia. ISBN 84-7086-390-8. - — (2001). Mariano Santa Cruz, el último botero alavés. Durango: Eskuekin. ISBN 84-607-2375-5. - —; Lizarralde Elberdin, Koldo (2000). Ermitas de Guipúzcoa. Fundación José Miguel de Barandiarán. ISBN 84-931523-1-5. - — (2000). Getaria: itasoaren, zeruaren eta mendiaren artean (en euskera). Ayuntamiento de Guetaria. ISBN 84-931294-1-0. - — (2000). Antzuolako larru ontzea (en euskera). Ayuntamiento de Antzuola. ISBN 84-920474-5-3. | - — (2000). Getaria: entre el mar, el cielo y la montaña. Ayuntamiento de Guetaria. ISBN 84-931294-0-2. - — (1998). Hernani eta hernaniarrak: (mendeetako zertzeladak) /Hernani y los hernaniarras: (retazos de siglos). San Sebastián: Kutxa Fundación. ISBN 84-7173-321-8. - — (1996). Supersticiones populares vascas. Bilbao. ISBN 84-89077-64-9. - — (1996). La sidra: = Sagardoa: (desde el árbol hasta el vaso). San Sebastián: R&B. ISBN 84-88947-46-1. - — (1996). Veterinaria popular vasca. Bilbao. ISBN 84-89077-66-5. - — (1996). El rito funerario en Euskal Herria. Bilbao. ISBN 84-89077-59-2. - — (1996). Las ermitas de Éibar. Ayuntamiento de Éibar. ISBN 84-920188-6-0. - — (1995). Astigarraga eta bertako kontzeju-etxea / Astigarraga y sus casas consistoriales. Ayuntamiento de Astigarraga. ISBN 84-606-2257-6. - — (1994). El viajero precavido: todo lo que usted quiso saber antes de viajar pero tenía que preguntar. Barcelona: Laertes. ISBN 84-7584-244-5. - — (1993). J.L. Michelena Díaz, ed. Sagardoa /Lla sidra: (desde el árbol hasta el vaso). San Senastián. ISBN 84-604-8350-9. - — (1991). Estelas discoidales de Guipúzcoa: origen y significado. San Sebastián: Caja Guipúzcoa. ISBN 84-7173-180-0. - — (1989). Guía de fiestas populares de Guipúzcoa. San Sebastián: Ediciones de la Fundación Cultural "Caja de Guipúzcoa". ISBN 84-505-8692-5. - — (1988). Tratado de molinología: (los molinos de Guipúzcoa). San Sebastián: Eusko Ikaskuntza. ISBN 84-86240-66-2. |